# Monteciccardo
Monteciccardo es una localidad italiana, constituida administrativamente como una pedanía (fracción geográfica) de la ciudad de Pésaro, en la provincia de Pesaro y Urbino, región de las Marcas, con 1682 habitantes.
Fue un municipio independiente hasta el 30 de junio de 2020, en que fue disuelto y pasó a formar parte del municipio de Pésaro.

## Evolución demográfica
| Gráfica de evolución demográfica de Monteciccardo entre 1861 y 2001 |
|                                                                     |
| Fuente ISTAT - elaboración gráfica de Wikipedia                     |